# Borgognotta (bottiglia)

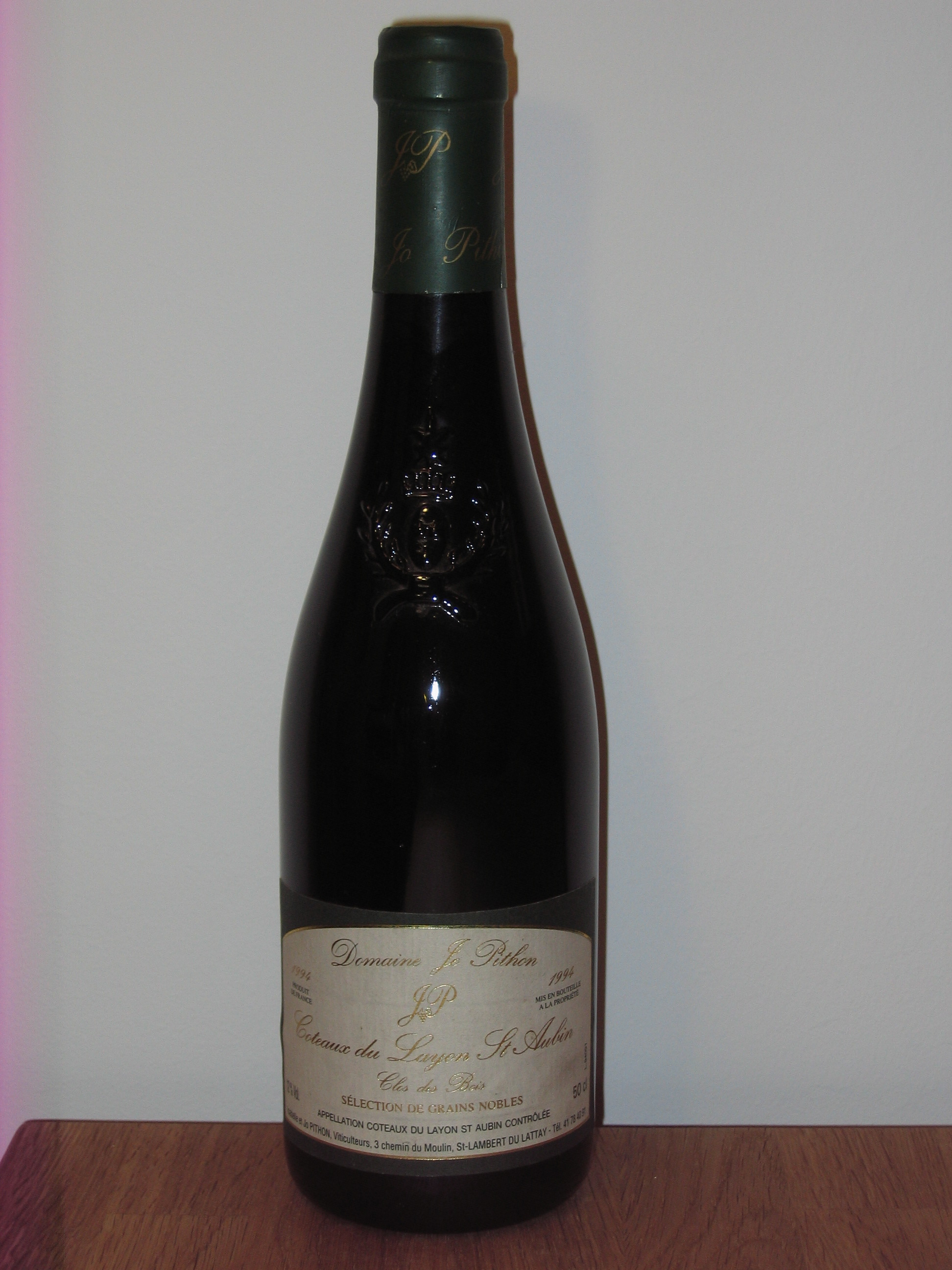
Bottiglia borgognotta

La borgognotta o borgognona è un tipo di bottiglia da vino. Prende il suo nome dalla Borgogna famosa zona di produzione di vino in Francia. Molto simile all'albeisa se ne differenzia per l'inclinazione della spalla.

## Caratteristiche
- Base: pronunciata
- Corpo: cilindrico fino a 1/3 dell'altezza, digradante nel collo, di diametro 8,5 cm.
- Spalla: slanciata
- Collo: lungo
- Cercine: cilindrico poco rilevato
- Altezza: 31 cm circa.
- Capacità: 750 ml.

Viene prodotta in vetro di buon spessore, in colore bianco per i vini bianchi e in verde o marrone per i vini rossi, tipico di questa bottiglia è il colore foglia morta un tono verde-giallo usato per entrambi i tipi di vino. Per le sue caratteristiche di peso e semplicità di stoccaggio si è diffusa in tutto il mondo diventando un tipo di bottiglia molto usato soprattutto per i vini prodotti da Chardonnay e Pinot Nero (i due vitigni maggiormente rappresentativi della Borgogna appunto).